# Paruroctonus soda
Espèce
Paruroctonus soda est une espèce de scorpions de la famille des Vaejovidae.

## Distribution
Cette espèce est endémique de Californie aux États-Unis. Elle se rencontre dans le comté de San Luis Obispo vers le lac Soda.

## Habitat
Cette espèce se rencontre dans un bassin salé.

## Description
Le mâle holotype mesure 49,54 mm, les mâles mesurent de 41,95 à 49,54 mm et les femelles de 56,08 à 61,28 mm.

## Publication originale
- Jain, Forbes & Esposito, 2022 : « Two new alkali-sink specialist species of Paruroctonus Werner 1934 (Scorpiones, Vaejovidae) from central California. » ZooKeys, no 1117, p. 139-188 (texte intégral).